# Monique Morisi
Monique Morisi est une actrice française née le 29 mai 1933 à Paris.
Membre de la compagnie de théâtre Les Compagnons de la Chimère, elle travaille dans le doublage et a également participé des émissions radio hebdomadaires.

## Biographie
Elle est la compagne (à partir de 1957), puis l'épouse (de 1988 à 2017) d'André Lafargue.

## Théâtre
- 1951 : Corruption au palais de justice, de Ugo Betti, mise en scène Yves Villette, Théâtre Lancry[3]
- 1953-1954 : Ion, d'après Euripide, de Bernard Zimmer, mise en scène Henri Soubeyran, Théâtre antique de Vaison-la-Romaine
- 1954 : Zamore, de Georges Neveux, mise en scène Henri Soubeyran, Festival de Vaison-la-Romaine Carpentras
- 1954-1955 : Isabelle et le pélican, de Marcel Franck, mise en scène Marc Camoletti, Théâtre Édouard VII, Théâtre de l'Ambigu-Comique
- 1964 : Moins une...!, d'Yves Chatelain, mise en scène Guy Lauzin, Théâtre du Palais-Royal[3]
- 1967-1968 : Ainsi va le monde, d'après William Congreve, adapté par Pierre Sabatier, mise en scène Maurice Guillaud, Théâtre des Mathurins, Théâtre du Vieux-Colombier
- 1970-1971 : Don Juan, de Molière, mise en scène Stellio Lorenzi, Théâtre national de Nice
- 1987-1988 : L'Affaire du courrier de Lyon, d'Alain Decaux et Robert Hossein, mise en scène Robert Hossein, Palais des sports de Paris
- 2004 : Une petite merveille, de Joëlle Fossier, mise en scène de l'auteur, Aire Falguière
- 2008-2009 : L'Ingénu, de Voltaire, mise en scène Arnaud Denis, Vingtième Théâtre, Tristan Bernard[4]

## Filmographie
- 1963 : À toi de faire... mignonne, de Bernard Borderie
- 1964 : Laissez tirer les tireurs, de Guy Lefranc
- 1964 : La caméra explore le temps (Épisode : Le drame de Mayerling), de Stellio Lorenzi : Stéphanie
- 1964 : Coplan prend des risques, de Maurice Labro
- 1967 : Malican père et fils (Épisode : Les trois voyages), de François Moreuil : Simone
- 1967 : Le Chevalier Tempête (série télévisée), de André-Paul Antoine et Pierre-Aristide Bréal : Suzanne
- 1970 : Le Temps des loups, de Sergio Gobbi : Janine
- 1970 : Elle boit pas, elle fume pas, elle drague pas, mais... elle cause !, de Michel Audiard : Juliette
- 1973 : Les Écrivains (téléfilm), de Robert Guez : Marguerite
- 1974 : Au théâtre ce soir (Nick Carter détective écrit par Jean Marcillac) de Georges Folgoas : Éva
- 1974 : La Race des seigneurs, de Pierre Granier-Deferre
- 1975 : Pilotes de courses, série télévisée de Robert Guez : la femme du no 4
- 1977 : Au théâtre ce soir (Enquête à l'italienne écrit par Jacques de La Forterie), de Pierre Sabbagh : Joyce
- 1979 : Et la tendresse ? Bordel !, de Patrick Schulmann : la postière
- 1979 : Les Chiens, d'Alain Jessua : la seconde invitée
- 1980 : L'âge bête (téléfilm), de Jacques Ertaud : la gérante du magasin
- 1980 : L'Œil du maître, de Stéphane Kurc
- 1981 : Au théâtre ce soir (Hallucination écrit par Claude Rio), de Pierre Sabbagh : Hélène
- 1982 : Les Cinq Dernières Minutes (Épisode : La Tentation d'Antoine), de Jean Chapot et Claude Loursais : l'assistante sociale
- 1982 : Julien Fontanes, magistrat (Épisode : Cousin Michel), de Guy Lefranc : la secrétaire
- 1988 : Corps z'a corps, d'André Halimi
- 1996 : L'Orange de Noël (téléfilm), de Jean-Louis Lorenzi : Tante Isabelle

## Doublage

### Cinéma
- 1958 : Bagarres au King Créole : Nellie (Dolores Hart)
- 1961 : La Nuit du loup-garou : Christina (Catherine Feller)
- 1966 : Trois sur un sofa : Anna Jacque (Gila Golan)
- 1967 : Pieds nus dans le parc : Corinne Bratter (Jane Fonda)
- 1967 : Coup de force à Berlin : la femme de chambre de l'hôtel (Solvi Stubing)
- 1969 : Gonflés à bloc : Elisabeth dite Betty (Susan Hampshire)
- 1972 : Frenzy : Brenda Margaret Blaney (Barbara Leigh-Hunt)
- 1977 : L'Espion qui m'aimait : Naomi (Caroline Munro)[5]
- 1977 : Les Duellistes : Mme de Lionne (Jenny Runacre)
- 1977 : L'Exorciste 2 : L'Hérétique : Liz (Belinda Beatty) (1er doublage)
- 1977 : Un risque à courir : Sœur Janet Hobart (Sandra Prinsloo)
- 1980 : La Puce et le Grincheux : le juge (Lee Grant)
- 1983 : Private School (en) : Bambi Leigh-Jensen (Karen Chase)

### Télévision

#### Séries télévisées
- 1965 : La Grande Vallée : Audra Barkley (Linda Evans) (1re voix)
- 1979-1989 : Dallas : 
  - Marilee Stone (Fern Fitzgerald) (2e voix)
  - Arliss Cooper (Anne Francis)
  - Dr. Dagmara Conrad (Gretchen Wyler)
- 1983 : Les oiseaux se cachent pour mourir : Sarah MacQueen (Antoinette Bower)
- 1984-1985 : Santa Barbara : Marisa Perkins (Valorie Armstrong)
- 1986 : Dynastie : Cassandra « Caress » Morrell (Kate O'Mara)
- 1993-1999 : Dingue de toi : Sylvia Buchman (Cynthia Harris)
- 1994-1995 : Diagnostic : Meurtre : Agent Gretchen McCord (Holland Taylor)
- 1996 : Notre belle famille : Helen Lambert (June Lockhart)

#### Séries animées
- Mister T. : Voix additionnelles
- Rémi sans famille : Vivianne

#### Téléfilms
- 1975 : The Kansas City Massacre : Wilma Floyd (Sally Kirkland)
- 1985 : Meurtre au crépuscule : Dorothy Dearborn (Lois de Banzie)
- 1993 : Heidi : Frau Sesemann (Siân Phillips)

## Discographie
- Franz Schubert (Vinyle, éditeur : La Ronde des Enfants)